# Marilyn Booth
Marilyn Louise Booth (24 de febrero de 1955) es una autora, investigadora y traductora de literatura árabe. Desde 2015, es profesora Khalid bin Abdullah Al Saud en el Estudio sobre el Mundo Árabe Contemporáneo de la Universidad de Oxford y miembro del Magdalen College de Oxford.

## Biografía
En 1978, Booth se graduó summa cum laude en la Universidad de Harvard y se convirtió en la primera mujer en ganar la Beca Wendell, lo que le permitió realizar el Doctorado en Literatura Árabe e Historia de Oriente Medio en el St Anthony's College, Oxford. Posteriormente, fue profesora en la Universidad Brown, la Universidad Americana en El Cairo y la Universidad de Illinois, Urbana-Champaign (UIUC). Asimismo, fue directora del Center for South Asian and Middle Eastern Studies de la UIUC. Actualmente, ocupa la Cátedra Iraquí de Estudios Árabes e Islámicos en la Universidad de Edimburgo. 
Booth ha escrito dos libros (uno de ellos sobre el poeta nacionalista egipcio Bayram al-Tunisi), así como artículos académicos y capítulos de libros sobre literatura e historia árabe. También ha traducido numerosas obras de la literatura árabe al inglés. Sus trabajos han sido publicados en revistas como Banipal y Words Without Borders. Fue ganadora del Arkansas Arabic Translation Award y finalista del Banipal Prize. En 2019, obtuvo el premio Man Booker International Prize por su traducción de la novela Cuerpos Celestes, escrita por Jokha Alharthi. También fue miembro del jurado del Banipal Prize en 2008 y 2009. 

### Controversia sobre la novelaChicas de Riad
Booth fue la traductora original del bestseller Chicas de Riad, de Rajaa Alsanea. Sin embargo, en una carta al Suplemento Literario del Times en septiembre de 2007, afirmó que el autor Alsanea y la editorial Penguin Books habrían interferido en su traducción inicial, dando como resultado una versión "pobre y desafortunada". Booth también escribió sobre este incidente en un artículo académico titulado "Traductor vs. autor" (Translator vs. Author), publicado en la revista académica de traductología Translation Studies.

## Obras destacadas

### Monográficos
- May Her Likes Be Multiplied: Biography and Gender Politics in Egypt. University of California Press, 2001.
- Bayram al-Tunisi's Egypt: Social Criticism and Narrative Strategies. Ithaca Press, 1990.

### Traducciones
- The Penguin's Song, de Hassan Daoud
- As Though She Were Sleeping, de Elias Khoury
- Girls of Riyadh, de Rajaa Alsanea
- Thieves in Retirement, de Hamdi Abu Golayyel (finalista del Banipal Prize 2007)
- The Loved Ones, de Alia Mamdouh
- Disciples of Passion, de Hoda Barakat
- The Tiller of Waters, de Hoda Barakat
- Children of the Waters, de Ibtihal Salem
- Leaves of Narcissus, de Somaya Ramadan
- The Open Door, de Latifa al-Zayyat
- Points of the Compass, de Sahar Tawfiq (ganador del Arkansas Arabic Translation Award, 1994/5)
- My Grandmother’s Cactus: Stories by Egyptian Women, autotraducción.
- Memoirs from the Women's Prison, de Nawal El Saadawi
- The Circling Song, de Nawal El Saadawi
- Celestial Bodies, de Jokha al-Harthi